# Somalias nationalsång
Somalias nationalsång antogs efter att Brittiska Somaliland och Italienska Somaliland förenats till Somalia 1960. Den nya staten antog en nationalsång skriven av Giuseppe Blanc (1886-1969). Denna nationalsång hade varken titel eller text och användes fram till 2000 då en ny nationalsång, med text, antogs. Denna är skriven av kompositören Abdullahi Qarsho.